# Typophyllum eeckei
Typophyllum eeckei är en insektsart som beskrevs av Vignon 1926. Typophyllum eeckei ingår i släktet Typophyllum och familjen vårtbitare. Inga underarter finns listade i Catalogue of Life.